# トーイ・ボックス (音楽グループ)
トーイ・ボックス（Toy-Box）は、デンマーク出身のポップグループ。Amir El-FalakiとAnila Mirzaの男女2人組。1998年11月にシングル『ターザン&ジェーン』(Tarzan and Jane』でデビューし、地元デンマークで人気を得た。デンマークのダンス/ヒップホップグループCut 'N' MoveのPer HolmがGolden Child名義でプロデュースを行っていた。

## メンバー
Amir El-Faraki
1973年8月12日生まれ。解散後はダンスの講師、ミュージックビデオの振り付け師などをしている。
Anila Mirza
1974年10月8日生まれ。解散後は"Aneela Mirza"名義でソロとしても活動している。

## ディスコグラフィー

### シングル
- Tarzan and Jane
- The Sailor Song
- Best Friend
- Teddybear
- Super-Duper-Man
- Superstar
- Www.girl
- Wizard of Oz

### アルバム
- Fantastic（1999年5月21日）
- Fantastic (Special Christmas Edition) （1999年11月15日）
- Toy Ride（2001年7月28日）

## その他
- 解散しているが、公式発表はなかった。その後2017年に再結成し、活動を再開している。
- 同年代にヒットを飛ばしていた同国出身のAQUAと間違われることが多かった[独自研究?]。